# Sant Martí d'Altafulla
Sant Martí d'Altafulla és una església del municipi d'Altafulla protegit com a bé cultural d'interès local. L'església d'Altafulla està consagrada a Sant Martí de Tours. Es construí amb maçoneria reforçant els cantons amb carreus, una forma molt habitual a l'època. La imatge d'aquest sant presideix la façana, ja que està situada dins d'una petita fornícula.Dins l'església reposen les restes dels marquesos de Tamarit, els Montserrat.
El pany de paret és de poc mèrit i a més força senzilla. L'edifici presenta una clara barreja d'estils i així mentre la façana se suposa barroca, la planta és neoclàssica -de creu llatina, amb tres naus i creuer que no sobresurt-, està coronada per una cúpula octogonal. A la dreta hi ha un campanar no gaire alt amb planta baixa i tres cossos.